# José María Hernández Garnica
José María Hernández Garnica (ur. 17 listopada 1913 w Madrycie, zm. 7 grudnia 1972 w Barcelonie), hiszpański duchowny katolicki, jeden z pierwszych kapłanów Opus Dei, Sługa Boży.
Posiadał stopień naukowy doktora w dziedzinie inżynierii górnictwa, nauk przyrodniczych i teologii. 28 lipca 1935 przystąpił do Opus Dei. Jako bliski współpracownik św. Josemaríi Escrivy de Balaguera, wraz z Álvarem del Portillo i José Luisem Múzquizem należał do pierwszych księży wyświęconych specjalnie do pracy w Opus Dei. Wyświęcony 25 czerwca 1944 przez biskupa Leopoldo Eijo y Garay. Św. Josemaria w szczególny sposób powierzył mu rozwój Dzieła wśród kobiet na terenie Hiszpanii. Od 1957 r. prowadził działalność w skali międzynarodowej, w Anglii, Irlandii, Francji, Austrii, Niemczech, Szwajcarii, Belgii i w Holandii.
Zmarł w opinii świętości. Diecezjalny proces beatyfikacyjny rozpoczął się 28 lutego 2005 w Madrycie.